# HMS Thunderer (1760)
HMS Thunderer (1760) — 74-пушечный линейный корабль 3 ранга Королевского флота, первый корабль его величества, названный Thunderer.
Второй из двух кораблей, построенных Слейдом по этому чертежу. Являлся развитием типа Dublin и последующего HMS Hero. Заказан 15 июля 1756 года. Спущен на воду 19 марта 1760 года на королевской верфи в Вулвиче.

## Служба
Участвовал в Семилетней войне.
1760 — март, вошел в строй, капитан Капитан Чарльз Проби (англ. Charles Proby). 21 июля ушел в Средиземное море.
В июне 1761 года был направлен вице-адмиралом Сондерсом в крейсерство у Кадиса с небольшим отрядом, состоящим из Thunderer, HMS Modeste (64); фрегата HMS Thetis и шлюпа HMS Favourite, с целью перехвата двух французских кораблей, Achilles (54) и фрегата Bousson.
Письмо сэра Чарльза Сондерса (англ. Charles Saunders) к мистеру Кливленду:

Гибралтар, Мол, на борту Neptune, 20 июля 1761:
С моим величайшим удовольствием прошу вас уведомить их милости Лордов, что капитан Thunderer, Проби, который был в крейсерстве у Кадиса, встретил и дал бой Achilles и Bousson, и привел их в эту бухту. Разведывая Кадис, в четверг утром, 14-го сего месяца, он пропустил французские корабли, но в два часа пополудни 16-го обнаружил их, имея Кадис на ENE ¼ к Е, в дистанции девять лиг. Около часу пополуночи 17-го Thunderer догнал и привел к бою Achilles, который сдался после примерно получаса боя. Кадис в тот момент был на Е, пол-румба к S, в дистанции 19 лиг. Thetis догнал Bousson около семи тем же утром, они также бились в течение получаса; когда подошел Modeste и выстрелил из нескольких пушек, Bousson сдался. Thunderer значительно поврежден в мачтах, реях, парусах и такелаже, имея 17 человек убитых в бою и 113 раненых, 17 из которых за это время умерли. У Thetis также пострадали мачты, такелаж и т. д., но ни один человек не убит и не ранен; пока не могу выяснить потери противника; мы отправляем раненых в госпиталя, о чем пришлю к вам более подробный отчет как можно скорее. Среди раненых второй и третий лейтенанты Thunderer, из них первый очень опасно. Капитан Проби также получил легкое ранение в правую руку.
Чарльз Сондерс, вице-адмирал синей эскадры, и проч.
Оригинальный текст (англ.)Gibraltar Mole on board Neptune, July 20. 1761:

It is the greatest pleasure that that I desire you will acquaint their lordships, that Capt. Proby, in the Thunderer, who was cruising of Cadiz has fallen in with, and taken the Achilles and Bousson, and brought them into into this bay. On looking into Cadiz, on Thursday morning, the 14th. instant, he missed the French ships, and at two in the afternoon of the 16th. he discovered them, Cadiz then bearing E. N.E 1/4th. E. distant nine leagues; about one in the morning of the 17th., the Thunderer came up with and began to engage the Achilles, who struck after an action of about half an hour. Cadiz then bearing E. one-half S. distant 19 leagues. The Thetis came up with the Bousson about seven the same morning, they engaged also for about half an hour, when the Modeste coming up, and firing some guns, the Bousson struck. The Thunderer is pretty much damaged in her masts, yards, sails and rigging, had 17 men killed in the action, and 113 wounded, 17 of which are since dead. The Thetis has also suffered in her masts, rigging etc. but had not one man killed or wounded, I cannot yet ascertain the loss of the enemy; we are sending their wounded to the hospitals, of which I will send you a more particular account as soon as possible. The second and third lieutenants of the Thunderer are among the wounded, and the former of them in a very dangerous way. Capt. Proby also received a slight wound in his right hand.
CHARLES SAUNDERS, vice admiral of the blue. etc

1763 — март, вернулся из Средиземного моря и выведен в резерв; апрель, поставлен как брандвахта в Портсмуте; сентябрь, возвращен в строй в том же качестве, капитан Самуэль Худ.
1765 — доставлял войска в Америку.
1766 — в резерв; июль-сентябрь, ремонт в Портсмуте.
1772 — октябрь, большой ремонт в Вулвиче по ноябрь 1777.
Участвовал в Американской революционной войне.
1778 — февраль, вошел в строй, капитан Р. Уолсингем (англ. Robert Boyle Walsingham). 27 июля был при острове Уэссан.
1779 — временный капитан Джеймс Брэдли (англ. James Bradley), Западная эскадра; декабрь, в эскадре Филдинга (англ. Feilding)
1780 — февраль-март, ремонт и обшивка медью в Портсмуте; капитан Роберт Николс (англ. Robert Nicolas); 25 мая, под брейд-вымпелом теперь уже коммодора Уолсингема, ушел на Подветренные острова; 12 июля присоединился к Родни; октябрь, с обратным конвоем в Англию, затонул предположительно 5 октября во время урагана со всей командой, включая Николса и Уолсингема, в районе Санто-Доминго.